# الغريفة (فرع العدين)

تعديل مصدري - تعديل

الغريفة محلة تابعة لقرية الرمادي، التابعة لعزلة الاخماس بمديرية فرع العدين إحدى مديريات محافظة إب في الجمهورية اليمنية، بلغ تعداد سكانها 56 حسب تعداد اليمن لعام 2004.